# Emilie Řepíková
Emilie Řepíková (16. května 1925, Malovaná, Volyň – 8. února 2024) byla česká válečná veteránka.

## Život
Emilie navštěvovala českou obecní školu v Lucku. Ve svých 16 letech byla zverbována do armády Československa při druhé světové válce na východní frontu. Pracovala ve výdejně oblečení týlové služby. Scházela se se svým snoubencem a styčným důstojníkem Vladimírem Řepíkem, se kterým se po válce provdala. V srpnu 1968 manželé nesouhlasili se sovětskou okupací, na rozkaz však museli názor změnit a rodina musela odjet do Moskvy. Emilie pomáhala místním lidem tím, že jim nakupovala zboží z diplomatických obchodů.
27. prosince 2020 se v 95 letech stala první Češkou, která se nechala naočkovat proti covidu-19. Zemřela 8. února 2024 ve věku 98 let.